# Дубровицька районна рада
Дубровицька райо́нна ра́да — районна рада Дубровицького району Рівненської області. Адміністративний центр — місто Дубровиця.

## Склад ради
Загальний склад ради: 48 депутатів. Партійний склад ради: Народна Партія — 12, Всеукраїнське об'єднання «Батьківщина» — 9, Партія Регіонів — 8, Наша Україна — 6, Сильна Україна — 3, СПУ — 2, КПУ — 2, УДАР — 2, УНП — 2, Народний рух України — 1, Свобода — 1.

### Голова
Киркевич Сергій Васильович (нар. 12 червня 1968) — член партії «УДАР», обраний в лютому 2014 р.

### Заступник голови
Шах Григорій Петрович (нар. 4 лютого 1952) — член «Народної партії», обраний в 2010 р.